# Monument voor Vrede en Vrijheid

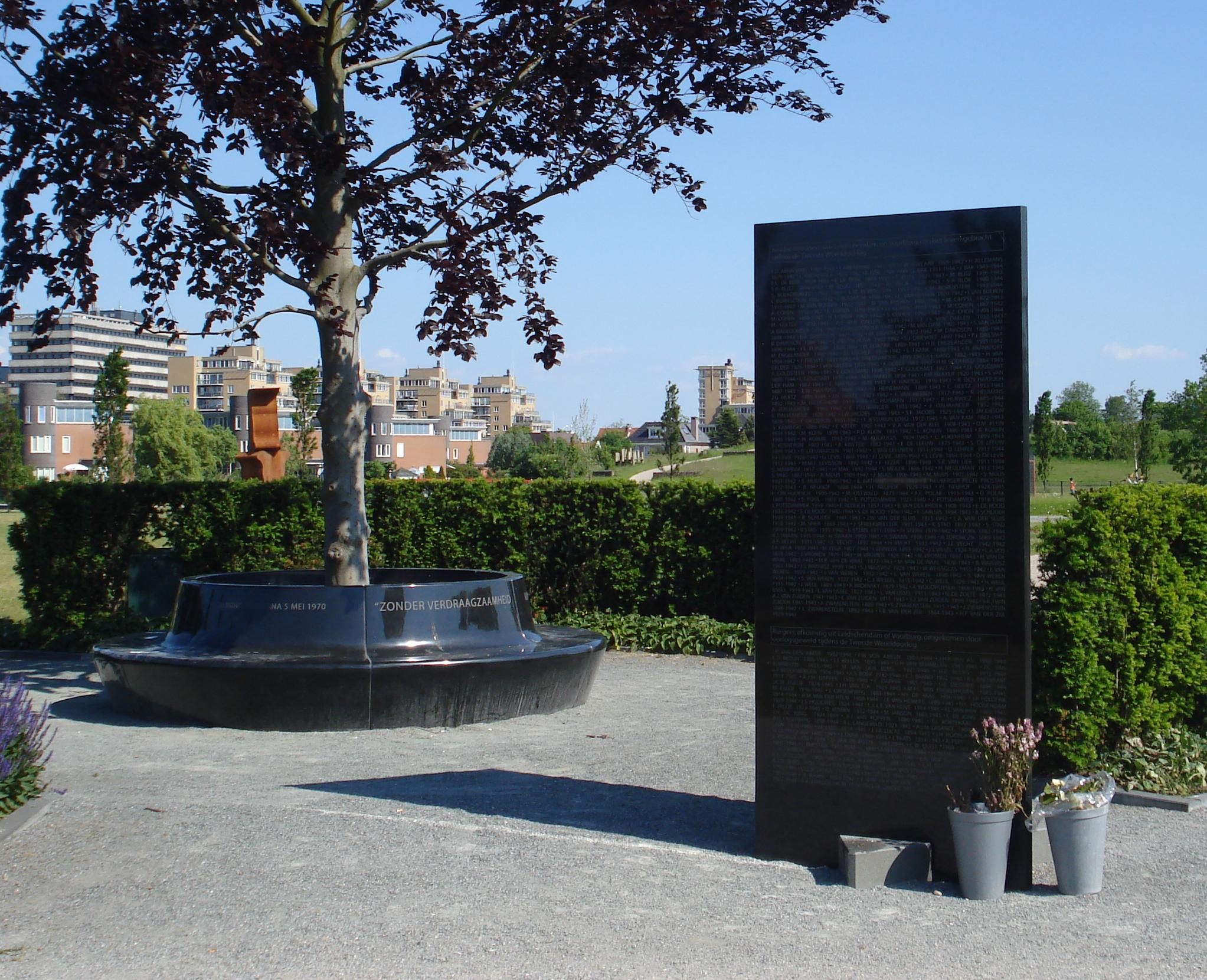
Het Monument voor Vrede en Vrijheid.

Het Monument voor Vrede en Vrijheid is een oorlogsmonument in de Nederlandse plaats Voorburg.
Het monument werd in 2007 onthuld en bevindt zich in de Stiltetuin van Park Sijtwende aan de Rodelaan. De stiltetuin is een soort pleintje, omringd door een haag. Midden op dit pleintje staat een rode beuk waaromheen een ronde bank is geplaatst. Bij de ingang van de stiltetuin staat een zuil, net als de bank gemaakt van zwart Chinees graniet. De zuil is 2,6 meter hoog en driekantig. Twee kanten zijn gepolijst, op de derde kant staat een lange tekst die de slachtoffers van de Tweede Wereldoorlog herdenkt.
In 2017 is het monument bijgewerkt, waarbij drie namen werden verwijderd van personen die SS'er bleken te zijn.